# Francesco Attolico
Francesco Attolico (* 23. März 1963 in Bari) ist ein ehemaliger italienischer Wasserballspieler. Er war Olympiasieger 1992 und Olympiadritter 1996. 1994 war er Weltmeister sowie 1993 und 1995 Europameister.

## Sportliche Karriere
Francesco Attolico begann seine Karriere im Tor der italienischen Wasserball-Nationalmannschaft Ende der 1980er Jahre. Insgesamt bestritt er über 400 Länderspiele.
Sein erster internationaler Erfolg war der Sieg bei den Mittelmeerspielen 1991. Bei den Olympischen Spielen 1992 in Barcelona erreichten die Italiener in der Vorrunde den zweiten Platz hinter den Spaniern. Im Halbfinale bezwangen die Italiener das Team der GUS mit 9:8. Im Finale begegneten sich wie in der Vorrunde Italien und Spanien. Italien siegte mit 9:8, nachdem Attolico zehn Schüsse pariert hatte.
1993 folgte der erneute Sieg bei den Mittelmeerspielen. Bei der Europameisterschaft 1993 gewann die italienische Mannschaft den Titel vor den Ungarn und den Spaniern. Es war der erste Europameistertitel für Italien seit 1947. 1994 fand die Weltmeisterschaft in Rom statt. Die Italiener gewannen ihre Vorrundengruppe vor den Ungarn und die Zwischenrunde vor der russischen Mannschaft. Nach einem 8:5 im Halbfinale gegen Kroatien gewannen die Italiener das Finale gegen Spanien mit 10:5. Der spanische Torschützenkönig Manuel Estiarte erzielte insgesamt 25 Tore, im Finale gelang ihm nur ein Treffer gegen Francesco Attolico. 1995 verteidigte die italienische Mannschaft ihren Titel bei der Europameisterschaft in Wien vor den Ungarn und der deutschen Mannschaft. Beim olympischen Wasserballturnier 1996 in Atlanta gewannen die Italiener ihre Vorrundengruppe vor dem US-Team und den Kroaten. Im Viertelfinale schlugen die Italiener die russische Mannschaft mit 11:9. Nach der 6:7-Halbfinalniederlage gegen die Kroaten bezwangen die Italiener im Spiel um den dritten Platz die Ungarn mit 20:18.
1997 belegten die Italiener den siebten Platz bei der Europameisterschaft 1997, 1998 folgte der fünfte Platz bei der Weltmeisterschaft in Perth. Bei der Europameisterschaft 1999 unterlagen die Italiener im Halbfinale den Ungarn. Mit einem 7:6 über Griechenland gewannen die Italiener die Bronzemedaille. 2000 nahm Francesco Attolico zum dritten Mal an Olympischen Spielen teil. Die Italiener belegten in der Vorrunde den zweiten Platz hinter den Russen und verloren im Viertelfinale gegen die Ungarn. In den Platzierungsspielen war Attolico nicht mehr dabei, mit Stefano Tempesti im Tor erreichten die Italiener den fünften Platz. Zum Abschluss seiner internationalen Karriere erreichte Attolico mit der italienischen Mannschaft das Finale bei der Europameisterschaft 2001. Die italienische Mannschaft erhielt die Silbermedaille hinter der jugoslawischen Mannschaft. Attolico wurde als bester Torwart des Turniers ausgezeichnet.
Der 1,93 m große Francesco Attolico begann in Bari und spielte dann für Volturno. Er war mit Associazione Sportiva Waterpolis Pescara Pallanuoto 1997 und 1998 italienischer Meister. Zum Abschluss seiner Karriere wechselte er nach Neapel zu Circolo Nautico Posillipo und wurde 2001 noch einmal italienischer Meister. Nach dem zweiten Platz 2002 beendete er seine Spielerkarriere und wurde Torwarttrainer der Nationalmannschaft.